# Bulbophyllum falcipetalum
Bulbophyllum falcipetalum là một loài phong lan thuộc chi Bulbophyllum.